# Brezičani (Čelinac)
Pour les articles homonymes, voir Brezičani.
Brezičani (en serbe cyrillique : Брезичани) est un village de Bosnie-Herzégovine. Il est situé dans la municipalité de Čelinac et dans la république serbe de Bosnie. Selon les premiers résultats du recensement bosnien de 2013, il compte 437 habitants.

## Démographie

### Évolution historique de la population dans la localité
| 1948 | 1953 | 1961 | 1971 | 1981 | 1991 | 2013 |
| ---- | ---- | ---- | ---- | ---- | ---- | ---- |
| -    | -    | 440  | 472  | 461  | 517  | 437  |

|  |

### Communauté locale
En 1991, la communauté locale de Brezičani comptait 1 085 habitants, répartis de la manière suivante :